# ماینوکسیدیل
مینوکسیدیل (به انگلیسی: Minoxidil) دارویی است که به شکل سیستماتیک (قرص خوراکی) هنگام زیادی فشار خون (فشار خون بالا) مصرف می‌شود و به شکل موضعی (محلول ۲٪ یا ۵٪) برای درمان طاسی مردانه و ریزش موی آندروژنیک در مردان و زنان استفاده می‌شود.
ماینوکسیدیل با گشاد کردن رگ‌های محیطی سبب کم شدن فشار خون می‌شود. تأثیر آن بر درمان طاسی نیز احتمالاً به دلیل همین گشادی رگ‌های سطح پوست و افزایش جریان خون است که موجب تحریک فولیکول‌های مو شده و از وضعیت استراحت به وضعیت رشد فعال درمی‌آیند.
در برخی کشورها، این دارو به شکل‌های دیگر همچون فوم نیز ساخته شده و برای رفع مشکل ریزش مو در اختیار افراد قرار گرفته‌است.
رده درمانی: داروهای کاهنده فشار خون
اشکال دارویی: قرص، لوسیون

## انواع ماینوکسیدیل بر اساس غلظت

#### ماینوکسیدیل ۲٪[۲]
- معمولاً برای زنان تجویز می‌شود، زیرا احتمال عوارض جانبی مانند رشد موهای زائد کمتر است.
- مناسب برای افرادی که پوست حساسی دارند.

#### ماینوکسیدیل ۵٪
- غلظت قوی‌تر، معمولاً برای مردان توصیه می‌شود.
- اثربخشی بیشتری در جلوگیری از ریزش مو و تحریک رشد دارد.
- ممکن است باعث تحریک یا خشکی پوست سر در برخی افراد شود.

#### ماینوکسیدیل ۱۰٪ و بالاتر
- در برخی موارد خاص و تحت نظر پزشک استفاده می‌شود.
- برای افرادی که به غلظت‌های پایین‌تر پاسخ نداده‌اند.
- احتمال بروز عوارض جانبی بیشتر نسبت به ماینوکسیدیل ۵٪

## موارد احتیاط مصرف
- بیماری‌های قلبی - عروقی و مصرف همراه با SMH
- زیادی فشار خون (فشار خون بالا)
- در مصرف موضعی: وجود التهاب یا جراحت در پوست.[۱]
- افرادی که واکنش غیرعادی یا آلرژیک به داروی ماینوکسیدیل یا پروپیلن گلیکول (یک ماده شیمیایی غیرفعال در محلول ماینوکسیدیل) دارند، نباید از محلول موضعی ماینوکسیدیل استفاده کنند.
- استعمال در سایر نواحی بدن بجز پوست سر

## موارد مصرف
ماینوکسیدیل برای درمان پرفشاری خون ساخته شد ولی به دلیل عارضه هایپرتریکوز امروزه کمتر برای درمان فشار خون بالا استفاده می‌شود بلکه بیشتر محلول موضعی آن برای درمان ریزش موی آندروژنیک و غیر اندروژنیک (الگو ریزش زنانه) به کار می‌رود.
ماینوکسیدیل موضعی برای درمان ریزش مو با الگوی مردانه و ریزش مو با الگوی زنانه مورد استفاده قرار می‌گیرد. به هر حال، گاهی اوقات این دارو می‌تواند برای درمان سایر الگوهای ریزش مو همچون ریزش موی سکه‌ای و تقویت مو پس از کاشت طبیعی یا درمان ریزش مو در نتیجه شیمی درمانی نیز مفید باشد. توجه داشته باشید ماینوکسیدیل یک درمان برای ریزش مو است و نمی‌تواند این مشکل را به‌طور کامل از بین ببرد. به همین خاطر هنگامی که بیمار مصرف این دارو را متوقف کند، به احتمال زیاد تمام موی رشد کرده بر روی سر وی در نتیجه مصرف این دارو در طول مدت ۹۰ روز به تدریج دچار ریزش شده و به رشد خود ادامه نخواهد داد.

## ساز و کار
ماینوکسیدیل یک گشادکننده عروق محیطی با اثر مستقیم است که مقاومت عروق محیطی را کاهش می‌دهد و سبب افت فشارخون می‌شود. در مصرف موضعی دوره فاز رشد فعال مو (دوره آناژن) را افزایش داده و باعث بزرگ شدن موهای نازک شده (موهای مینیاتوریزه شده) می‌شود؛ یعنی موها بلندتر و کلفت‌تر می‌شوند. ساز و کار اثربخشی ماینوکسیدیل معلوم نیست.

## نحوه مصرف

### داروی خوراکی
به عنوان یک داروی خوراکی، ماینوکسیدیل تجویز شده برای فشار خون بالا می‌بایست فقط تحت نظارت پزشک مصرف شود تا به این ترتیب مقدار زیادی از دارو توسط بدن جذب نشود. در حقیقت مصرف مقادیر بیش از حد این دارو می‌تواند شدت علائم مشکل را تشدید کرده و عوارض جانبی همچون افزایش فشار خون را برای بیمار به همراه داشته باشد.

### درمان ریزش مو
قبل از استفاده ماینوکسیدیل موضعی، سر و موی فرد می‌بایست تمیز شده و خشک شوند.
برای درمان ریزش مو، ماینوکسیدیل به صورت محلول موضعی حاوی ۲٪ یا ۵٪ پروپیلن گلیکول می‌باشد. پروپیلن گلیکول این اطمینان را فراهم می‌کند که ماینوکسیدیل به صورت هماهنگ بر روی کل ناحیه سر پخش شده و به سادگی جذب پوست می‌شود. از سال ۲۰۰۱، محلول ۵٪ این دارو برای استفاده جهت درمان ریزش موی مردان مورد تأیید سازمان غذا و داروی آمریکا قرار گرفته‌است. به این ترتیب تقریباً ۱ میلی‌لیتر محلول ماینوکسیدیل در هر روز با استفاده از سر انگشتان یا سایر ابزارهای مناسب بر روی پوست سر قرار می‌گیرد. این محلول می‌بایست در مرکز ناحیه تحت درمان قرار گرفته و به سمت خارج آن پخش شود.
دست‌ها و سایر نقاط بدن که بیمار به دنبال رویش مو بر روی آن‌ها نیست، لازم است بلافاصله پس از تماس با محلول موضعی ماینوکسیدیل شستشو داده شوند. در ادامه لازم است محلول ماینوکسیدیل در معرض هوا خشک شده و قبل از استفاده از پوشش بر روی سر، به سر کردن کلاه، یا رفتن به رختخواب، دارو به مدت دو تا چهار ساعت روی سر باقی بماند. علاوه بر این همواره امکان دارد به خاطر انجام این فعالیت‌ها دارو از روی سر به لباس یا بالش منتقل شده و از این طریق در معرض سایر نقاط بدن که نیازی به رویش مو بر روی آن‌ها نیست، قرار گیرد. علاوه بر این نباید از سشوار یا سایر روش‌های خشک کردن سریع مو در زمان مصرف دارو استفاده شود، زیرا انجام این کار باعث ایجاد اختلال در جذب دارو توسط پوست خواهد شد. به این ترتیب افرادی که از این دارو استفاده می‌کنند نباید سر خود را به مدت حداقل ۴ ساعت پس از مصرف این دارو شستشو دهند.

## عوارض جانبی

### مصرف خوراکی
در مصرف خوراکی آن احتباس آب و سدیم، افزایش وزن، ادم محیطی، تاکی کاردی، افزایش رویش مو، افزایش برگشت‌پذیر کراتینینن و نیتروژن اوره خون و گاهی اختلالات گوارشی و بثورات جلدی گزارش شده‌است.

### مصرف دارو موضعی
رایج‌ترین عارضه مصرف ماینوکسیدیل ایجاد احساس خارش و التهاب پوستی در ناحیه تحت درمان است. توجه داشته باشید احساس خارش و التهاب پوستی با گذشت حدود دو هفته از درمان به تدریج از بین خواهد رفت. به هر حال در صورتی که این علائم پس از این مدت ادامه پیدا کرد، مصرف دارو می‌بایست تا زمان مشاوره با پزشک متوقف شود.
سایر عوارض جانبی بسیار نادر مصرف دارو موضعی یا خوراکی ماینوکسیدیل که در نتیجه جذب بیش از حد این دارو توسط بدن ایجاد می‌شود، به شرح زیر هستند:
- ایجاد تغییر در قدرت بینایی و تاری دید
- درد در ناحیه سینه
- فشار خون بسیار پایین
- کاهش میل جنسی
- ضربان قلب نامنظم یا سریع
- لایه لایه شدن پوست
- سردرد
- گیجی و سردرگمی
- بی‌حسی یا سوزش دست‌ها، پاها، یا صورت
- ناتوانی و ضعف محدود یا کامل
- افزایش سریع وزن
- ورم دست‌ها، پاها، یا صورت

توجه داشته باشید تأثیرات ناشی از مصرف داروی ماینوکسیدیل می‌تواند از طریق شیردهی از مادر به کودک منتقل شود؛ بنابراین، زنان شیرده نباید از این دارو استفاده کنند.